# Българска работническа социалдемократическа партия (тесни социалисти)
Българската работническа социалдемократическа партия (тесни социалисти) е лява политическа партия.
Организацията съществува с това име до 1919 г., когато е преименувана на Българска комунистическа партия. През цялото ѝ съществуване неин водач и неоспорим идеологически авторитет е Димитър Благоев.

## История
На конгрес в Русе през 1903 г. БРСДП се разделя на две по идеологически признак. Дясното крило на БРСДП, защитаващо реформистки позиции, се обособява в БРСДП (ш.с.), а лявото крило – в БРСДП (т.с.)
Наречена е партия на „тесните социалисти“ в противоположност на „широките социалисти“. Те от своя страна получават името си заради „широкото разбиране“ на марксизма, „широка работа“ сред множество слоеве на обществото и заради „широките критерии“ за членство в партията си.
БРСДП (т.с.) от своя страна тълкува Карл Маркс в буквален смисъл, съсредоточава работата си сред наемните индустриални работници и поставя високи критерии спрямо хората, които искат да ѝ станат членове.
БРСДП (т.с.) възприема за свой орган вестник „Работнически вестник“, а за научно-теоретична трибуна – списание „Ново време“. Под ръководството на партията и в тясна връзка с нея се създават Общ работнически синдикален съюз (1904) и Съюз на работническата социалдемократическа младеж (1912).
Партията преживява още две разцепления – с прогресисти и анархо-либерали, съответно през 1905 г. и 1908 г. Въпреки това, влиянието ѝ нараства неколкократно. През 1902 г. печели 2 депутатски места, а през 1914 г. – 12. През 1908 г. получава 2600 гласа на общинските избори, а през 1911 г. – 13 000. През следващите, партията печели местните избори в редица общини – Самоков, Сливен, Дупница, Плевен, Варна, Нова Загора. Привържениците на партията наричат управлението ѝ на тези общини „общински комуни“.
През 1912 – 1913 БРСДП (т.с.) се обявява против Балканската и Междусъюзническата война и издига идеята за Балканска федеративна република. Обявява се и срещу участието на България в Първата световна война, застава на позициите на Цимервалдската левица за това „да се превърне империалистическата война в гражданска“. Народните представители от нея гласуват против вземането на военни кредити. В международен план се противопоставя на социалшовинистките позиции на Втория интернационал по въпроса за войната. Води активна антивоенна агитация сред българските войници, най-вече на Солунския фронт.
Приветства Октомврийската революция в Русия през 1917 г. и все повече се сближава с болшевиките и Ленин. Разгръща агитационна кампания в тяхна подкрепа. Не успява да придаде организиран характер на Войнишкото въстание и да го оглави, въпреки че по-късно го оценява като опит да се свалят монархията и властта на буржоазията.
На своя XXII конгрес през 1919 г. партията се преименува в БКП (т.с.).

## Участия в избори

### Парламентарни
| година         | избори                  | гласове | %     | резултат |
| -------------- | ----------------------- | ------- | ----- | -------- |
| 1908           | Народно събрание        | 1 505   | 0,3%  | 0 / 203  |
| юни 1911       | Велико Народно събрание | 9 220   | 1,7%  | 1 / 208  |
| септември 1911 | Народно събрание        | 12 850  | 2,5%  | 0 / 212  |
| 1913           | Народно събрание        | 54 217  | 10,1% | 18 / 204 |
| 1914           | Народно събрание        | 43 251  | 5,7%  | 11 / 245 |